# Palmer Road
Palmer Road est une communauté dans le comté de Prince sur l'Île-du-Prince-Édouard, au Canada, au sud-ouest de Tignish. Elle contient une population significative d'Acadiens qui vivent dans la région. Elle contient notamment l'église de l'Immaculée-Conception de Palmer Road.